# Orcula austriaca
Orcula austriaca, auch Österreichische Tönnchenschnecke genannt, ist eine Schneckenart aus der Familie der Fässchenschnecken (Orculidae), die zur Unterordnung der Landlungenschnecken (Stylommatophora) gerechnet wird.

## Merkmale
Das zylindrische, dick-walzenförmige Gehäuse ist 6 bis 7 mm hoch und 2,6 bis 2,8 mm breit. Es hat 9 bis 10,5 schwach gewölbte Windungen. Die letzte Windung ist gelegentlich etwas aufgebläht. Die Naht zwischen den Windungen ist nur seicht. Der Gaumenwulst ist kräftig entwickelt und bildet nach innen einen kleinen Vorsprung. Es sind immer zwei Spindelfalten ausgebildet; gelegentlich deutet sich zwischen diese beiden noch eine schwache dritte Spindelfalte an. 
Im weiblichen Trakt des Geschlechtsapparates ist der freie Eileiter etwas länger als die Vagina. Der Stiel der Spermathek ist sehr lang und vor allem nahe der Basis sehr dick. Die Blase selber ist länglich-spindelförmig und liegt auf der Albumindrüse. Am Stiel ist kein Divertikulum ausgebildet. Im männlichen Trakt ist der Samenleiter lang und dünn; er geht allmählich in den Epiphallus über. Der Epiphallus ist nach der Einmündung des Samenleiter durch einen verdickten, etwas kürzeren, und einen distalen, etwas dünneren und längeren Abschnitt charakterisiert. Am Übergang zum Penis sitzt das sehr dicke, schlank kegelförmige Flagellum (Blindsack oder Caecum). Der Penisretraktormuskel setzt am Übergang Penis/Epiphallus an. Der Penis ist deutlich kürzer als der Epiphallus (distaler verdickter + dünner distaler Teil). Es bestehen kleinere Unterschiede zwischen den drei Unterarten im Genitalapparat.

### Ähnliche Arten
Das Gehäuse von Orcula spoliata ist im Durchschnitt etwas kleiner und breiter. Der Gaumenwulst fehlt oder ist nur schwach entwickelt. Bei der Schlanken Fässchenschnecke ist immer ein kräftiger Palatalzahn entwickelt. Bei dieser Art ist die obere Spindelfalte nur schwach entwickelt oder fehlt.

## Geographische Verbreitung und Lebensraum
Die Art kommt nur im nördlichen Österreich, Kärnten und der Steiermark vor. Sie lebt dort in feuchten, dunklen Schluchten, aber auch nach Süden exponierten Gras- und Felshängen. Die Tiere sitzen dort an Totholz, an Felsen, oder sind auch im Mulm zwischen den Felsen zu finden.

## Taxonomie
Das Taxon wurde 1932 von  Stephan Zimmermann als Unterart Orcula spoliata austriaca erstmals beschrieben. Das Taxon wird heute als selbständige Art aufgefasst, die mit Orcula spoliata nicht näher verwandt ist. Die Art wird von manchen Autoren und der Fauna Europaea noch in die Unterarten unterteilt:
- Orcula austriaca austriaca Zimmermann, 1932, die Nominatunterart
- Orcula austriaca faueri Klemm, 1967 ("Obir-Tönnchenschnecke"[4])
- Orcula austriaca goelleri Gittenberger, 1978 ("Göller-Tönnchenschnecke")[5]
- Orcula austriaca pseudofuchsi Klemm, 1967 ("Gösing-Tönnchenschnecke")[5]

Die Art wurde von Páll-Gergely (2013) zur Untergattung Orcula (Orcula) gestellt.

## Gefährdung
Orcula austriaca faueri Klemm, 1967 hat auf der Roten Liste der Weichtiere Kärntens den Status R = sehr beschränktes Verbreitungsgebiet. Alle Unterarten mit Ausnahme der Nominatunterart stehen auf der Roten Liste der gefährdeten Tiere Österreichs. Die Art gilt aber insgesamt gesehen als nicht gefährdet.

## Belege

### Online
- AnimalBase - Orcula austriaca Zimmermann, 1932